# Долње Лежече
Долње Лежече (словен. Dolnje Ležeče, итал. Lesecce di San Canziano) је насељено место у општини Дивача, Обално-крашка регија, Словенија.

## Историја
До територијалне реорганизације у Словенији било је у саставу старе општине Сежана.

## Становништво
У попису становништва из 2011. године, Долње Лежече је имало 227 становника.
| Број становника према пописима | Број становника према пописима | Број становника према пописима |
| ------------------------------ | ------------------------------ | ------------------------------ |
| 1991                           | 2002                           | 2011                           |
| 134                            | 204                            | 227                            |

Напомена: Године 2011. извршена је мања размена територија између насеља Дивача, Долње Лежече и Матавун.